# Haemodorum simplex
Haemodorum simplex är en enhjärtbladig växtart som beskrevs av John Lindley. Haemodorum simplex ingår i släktet Haemodorum och familjen Haemodoraceae. Inga underarter finns listade.